# Caloptilia auspex
Caloptilia auspex är en fjärilsart som först beskrevs av Edward Meyrick 1912.  Caloptilia auspex ingår i släktet Caloptilia och familjen styltmalar. Inga underarter finns listade i Catalogue of Life.